# Ronde van Polen 2025 (vrouwen)
De dertiende editie van de wielerwedstrijd Ronde van Polen voor vrouwen vond plaats tussen 12 en 14 augustus 2025. De start was in Zamość, de finish in Kraśnik en de wedstrijd had de categorie 2.1. De Italiaanse Chiara Consonni won twee etappes en het eindklassement, waarmee ze Laura Molenaar opvolgde als eindwinnares.

## Etappe-overzicht
| Etappe | Datum       | Start    | Finish  | Type       | Afstand  | Winnaar         | Klassementsleider |
| ------ | ----------- | -------- | ------- | ---------- | -------- | --------------- | ----------------- |
| 1      | 12 augustus | Zamość   | Zamość  | Vlakke rit | 105,7 km | Chiara Consonni | Chiara Consonni   |
| 2      | 13 augustus | Chełm    | Chełm   | Heuvelrit  | 100 km   | Linda Zanetti   | Chiara Consonni   |
| 3      | 14 augustus | Nałęczów | Kraśnik | Heuvelrit  | 128,2 km | Chiara Consonni | Chiara Consonni   |

## Eindklassement
| Plaats    | Naam                  | Ploeg                             | Tijd     |
| --------- | --------------------- | --------------------------------- | -------- |
| Gele trui | Chiara Consonni       | CANYON//SRAM zondacrypto          | 7u57'48" |
| 2         | Linda Zanetti         | Uno-X Mobility                    | + 13"    |
| 3         | Kathrin Schweinberger | Human Powered Health              | + 21"    |
| 4         | Marie Le Net          | FDJ-SUEZ                          | + 23"    |
| 5         | Sofia Bertizzolo      | UAE Team ADQ                      | + 26"    |
| 6         | Emma Bjerg            | Lidl-Trek                         | z.t.     |
| 7         | Kaja Rysz             | Polen                             | + 30"    |
| 8         | Anna van Wersch       | Lotto                             | z.t.     |
| 9         | Malwina Mul           | MAT Atom Deweloper Wrocław        | z.t.     |
| 10        | Alicia González       | St Michel-Preference Home-Auber93 | z.t.     |
|           |                       |                                   |          |
| 16        | Hélène Hesters        | Liv AlUla Jayco Cont.             | + 39"    |

## Klassementsleiders na elke etappe
| Etappe 0     | Winnaar 0       | Algemeen klassement | Tussensprintklasseemnt | Ploegenklassement 0   |
| ------------ | --------------- | ------------------- | ---------------------- | --------------------- |
| 1            | Chiara Consonni | Chiara Consonni     | Chiara Consonni        | UAE Team ADQ          |
| 2            | Linda Zanetti   | Chiara Consonni     | Chiara Consonni        | Liv AlUla Jayco Cont. |
| 3            | Chiara Consonni | Chiara Consonni     | Chiara Consonni        | Liv AlUla Jayco Cont. |
| 0Eindstanden | 0Eindstanden    | Chiara Consonni     | Chiara Consonni        | Liv AlUla Jayco Cont. |

1. ↑  De blauwe trui werd in de tweede en derde etappe gedragen door Kathrin Schweinberger, die tweede stond in het tussensprintklassement.

Mannen: 1928 · 
1929 · 
1930-1932 · 
1933 · 
1934-1936 · 
1937 · 
1938 · 
1939 · 
1940-1946 · 
1947 · 
1948 · 
1949 · 
1950-1951 · 
1952 · 
1953 · 
1954 · 
1955 · 
1956 · 
1957 · 
1958 · 
1959 · 
1960 · 
1961 · 
1962 · 
1963 · 
1964 · 
1965 · 
1966 · 
1967 · 
1968 · 
1969 · 
1970 · 
1971 · 
1972 · 
1973 · 
1974 · 
1975 · 
1976 · 
1977 · 
1978 · 
1979 · 
1980 · 
1981 · 
1982 · 
1983 · 
1984 · 
1985 · 
1986 · 
1987 · 
1988 · 
1989 · 
1990 · 
1991 · 
1992 · 
1993 · 
1994 · 
1995 · 
1996 · 
1997 · 
1998 · 
1999 · 
2000 · 
2001 · 
2002 · 
2003 · 
2004 · 
2005 · 
2006 · 
2007 · 
2008 · 
2009 ·
2010 ·
2011 ·
2012 ·
2013 ·
2014 ·
2015 ·
2016 ·
2017 ·
2018 ·
2019 ·
2020 · 2021 · 2022 · 2023 · 2024 · 2025
Vrouwen: 1998 · 1999 · 2000 · 2001 · 2002 · 2003 · 2004 · 2005 · 2006 · 2007 · 2008 · 2009-2015 · 2016 · 2017-2023 · 2024 · 2025